# سفارت چین در دهلی نو
سفارت چین در دهلی نو (به انگلیسی: Embassy of China) یک سفارت در هند است که در دهلی نو واقع شده‌است.